# Vertrag von Montreux

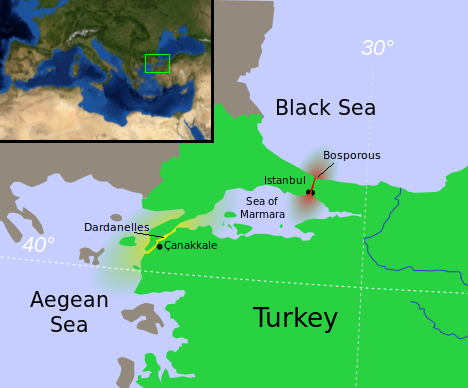
Dardanellen, Marmarameer und Bosporus stellen eine Verbindung zwischen Ägäis und Schwarzem Meer her.

Der Vertrag von Montreux (auch Meerengen-Abkommen, offiziell auf Französisch Convention sur le régime des détroits; englisch Convention Regarding the Regime of the Straits) vom 20. Juli 1936 gab der Türkei die volle Souveränität über die Dardanellen, das Marmarameer und den Bosporus zurück. Er ist seitdem in Kraft und regelt den freien Schiffsverkehr durch diese Gewässer. Der Vertrag wurde auf Französisch verfasst und ist bei der Französischen Republik von den Vertragsstaaten hinterlegt worden.

## Geschichte
Nach der Niederlage des Osmanischen Reiches im Ersten Weltkrieg gerieten die Meerengen zwischen Mittelmeer und Schwarzem Meer in den Verträgen von Sèvres 1920 und dem im Anhang zum Vertrag von Lausanne 1923 enthaltenen ersten Meerengen-Abkommen (englisch: Convention Relating to the Régime of the Straits) unter internationale Kontrolle, die von einer Kommission des Völkerbundes ausgeübt wurde (Art. 12). Die Meerengen-Kommission bestand aus den Schwarzmeeranrainern Bulgarien, Rumänien, der Sowjetunion und der Türkei sowie Frankreich, Griechenland, Großbritannien, Italien, Japan und des Serbisch-Kroatisch-Slowenischen Staats. Die strategisch bedeutsamen Meerengen wurden zudem zur entmilitarisierten Zone erklärt. Der Vertrag von Montreux trat an die Stelle des Abkommens von Lausanne.
Die Revision des ersten Meerengen-Abkommens geschah auf Drängen der Türkei, um die Souveränität über ihr Staatsgebiet ausüben und verteidigen zu können. Durch das italienische Vorgehen in Albanien, den Abessinienkrieg, die Militarisierung der Grenzinsel Leros sowie Deutschlands Wiederbewaffnung entgegen dem Versailler Vertrag und der Remilitarisierung des Rheinlands war die türkische und europäische Sicherheit von expansiven Mächten bedroht. Der Vertrag von Lausanne beruhte auf anderen Voraussetzungen und im Rahmen des Völkerbundes sollte eine neue Regelung gefunden werden. Der zentrale Verhandlungsgegenstand war die Passage von Kriegsschiffen durch die Meerengen. Die Verhandlungen wurden hauptsächlich von Vertretern der Türkei, Großbritannien und der Sowjetunion geführt; Unterzeichner (in der Reihenfolge der Präambel) waren Bulgarien, Frankreich, das Britische Empire, Griechenland, Japan, Rumänien, die Türkei, die Sowjetunion und Jugoslawien. Italien trat mit Vorbehalten dem Vertrag 1938 bei. Die Vereinigten Staaten, die auch nicht an den vorangegangenen Verträgen von Sèvres und Lausanne beteiligt gewesen waren und auch nie dem Osmanischen Reich den Krieg erklärt hatten, beteiligten sich nicht an der Konferenz.

## Inhalt
Der Vertrag besteht aus 29 Artikeln, vier Anhängen und einem Protokoll. Die Artikel 2 bis 6 regeln den zivilen Schiffsverkehr, die Artikel 7 bis 22 den Verkehr von Kriegsschiffen. Die Anhänge regeln die zu erhebenden Gebühren (Anhang I), die Definition von Kriegsschiffen (Anhang II), Ausnahmen von der erlaubten Gesamttonnage für die Durchfahrt (Anhang III) und Regelungen zur Berechnung der zulässigen Gesamttonnage der Anrainerstaaten des Schwarzen Meeres (Anhang IV).

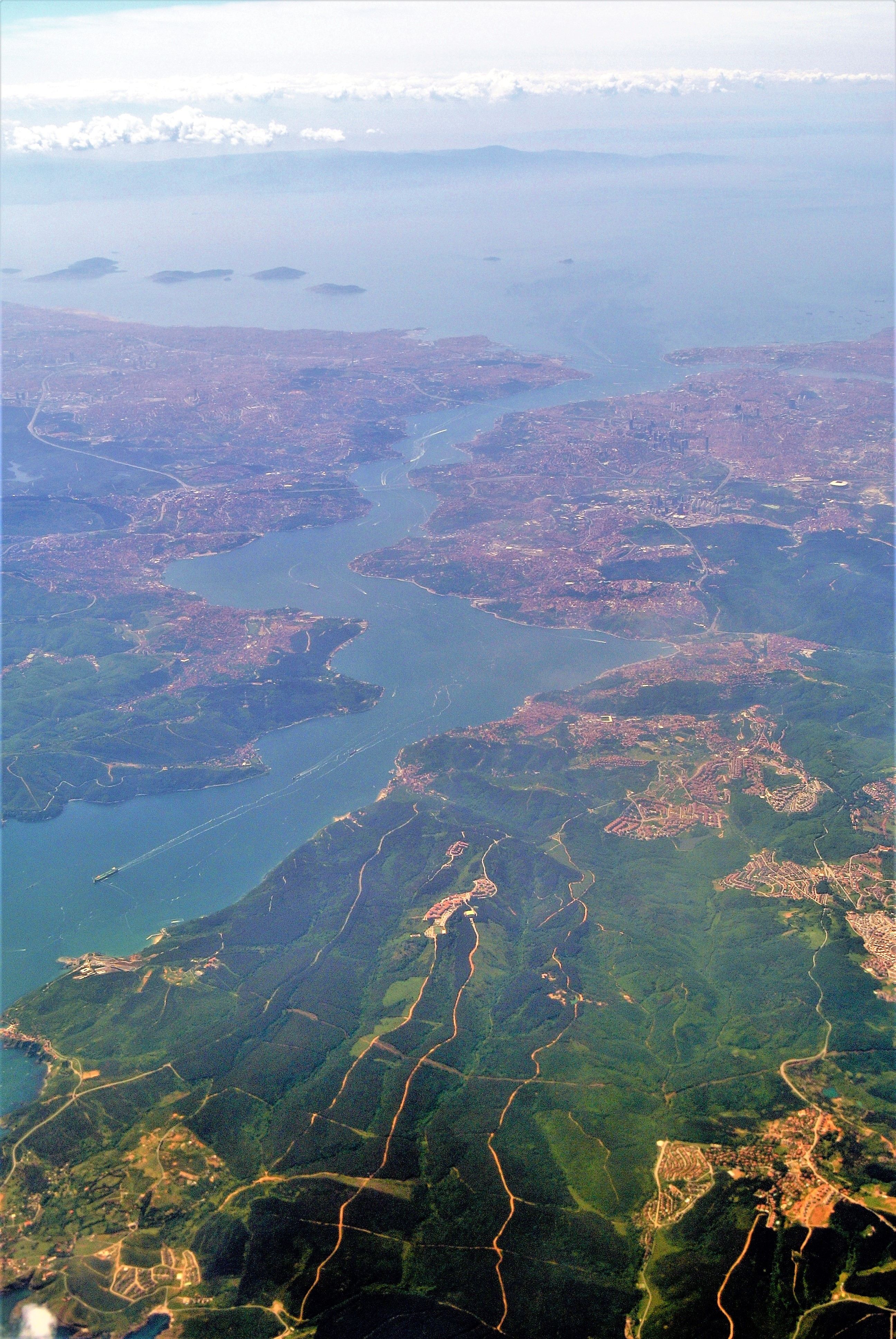
Blick nach Süden über den Bosporus

Die Meerengen gelten als internationale Schifffahrtswege; gemäß Artikel 2 genießen Handelsschiffe, unbesehen ihrer Ladung oder Flagge, während Friedenszeiten die freie Durchfahrt. Die türkischen Behörden können gemäß Artikel 3 nur Hygiene- oder Sicherheitskontrollen durchführen und Gebühren erheben, aber nicht die Passage verbieten. In Kriegszeiten dürfen gemäß Artikel 5 alle Handelsschiffe der Staaten passieren, die nicht mit der Türkei im Krieg stehen, dürfen aber einem Feind der Türkei keine Hilfe leisten.
Für Kriegsschiffe gelten besondere Regeln. In Friedenszeiten muss der Türkei gemäß Artikel 13 die Durchfahrt eines Kriegsschiffes auf diplomatischem Wege vorher mitgeteilt werden, in der Regel acht Tage zuvor. Kriegsschiffe von Staaten, die nicht zu den Anrainern des Schwarzen Meeres gehören, dürfen sich gemäß Artikel 18, Absatz 2 nicht länger als 21 Tage im Schwarzen Meer aufhalten. Die Tonnage von Kriegsschiffen der Nichtanrainer-Staaten, welche gleichzeitig durch die Meerengen fahren, darf mit einzelnen Ausnahmen 15.000 Tonnen nicht überschreiten (Artikel 11 und 14). Befindet sich die Türkei in einem Krieg, so stellt das Abkommen die Durchfahrt von Kriegsschiffen gemäß Artikel 20 völlig in das Ermessen der türkischen Regierung. Ist die Türkei selbst am Krieg nicht beteiligt, darf sie Kriegsschiffen kriegführender Mächte die Passage der Meerenge nach Artikel 19 untersagen, es sei denn, sie kehren zu ihrem Heimathafen zurück.

## Vorkommnisse und Folgen
Im Zweiten Weltkrieg verhinderte der Vertrag von Montreux, dass Kriegsschiffe der Achsenmächte durch die Meerengen fuhren, um die Sowjetunion zu bedrohen. Die Türkei verhinderte nach Protesten Moskaus und Londons die Durchfahrt, als kleinere bewaffnete Schiffe dies vermehrt versuchten. Nach dem Zweiten Weltkrieg gab es immer wieder Streit über die Auslegung des Vertrages hinsichtlich der Durchfahrt schwerer US-amerikanischer Kriegsschiffe sowie darüber, ob die sowjetischen Flugdeckkreuzer als Flugzeugträger im Sinne des Vertrages zu werten sind (was eine Verlegung dieser Kriegsschiffe von den Werften und Häfen an der Schwarzmeerküste ins Mittelmeer und zurück verhindert hätte).
Im Zusammenhang mit dem Vertrag von Montreux von 1936 gibt es einen Disput zwischen der Türkei und Griechenland über den Status der 1923 durch den Vertrag von Lausanne entmilitarisierten Inseln in der östlichen Ägäis (Limnos, Samothrake, Gökçeada, Bozcaada, Tavşan Adaları).
Im Kaukasuskrieg 2008 verweigerte die Türkei US-amerikanischen Kriegsschiffen die Passage in das Schwarze Meer, weil die im Vertrag erlaubte Gesamttonnage überschritten worden sei. Russland mahnte an, dass der Vertrag von Montreux vollständig zu respektieren sei.
Im Zuge der Annexion der Krim äußerte der russische Außenminister Sergei Lawrow, dass sich ein US-Militär-Schiff zu lange im Schwarzen Meer aufgehalten habe.
Das türkische Außenministerium erklärte hierzu, dass die Taylor aufgrund eines Schadens an der Schiffsschraube nicht manövrierfähig gewesen sei und nach fehlgeschlagenen Reparaturversuchen schließlich aus dem Schwarzen Meer geschleppt wurde. Die Mitgliedstaaten des Vertrages von Montreux seien darüber in Kenntnis gesetzt worden, wonach keine Vertragsverletzung vorläge.
Nach dem russischen Überfall auf die Ukraine am 24. Februar 2022 forderte die Ukraine die Türkei auf, die Meerengen für die Durchfahrt von Einheiten der russischen Seekriegsflotte zu schließen. Am 27. Februar 2022 kündigte die Türkei daraufhin die Anwendung der Regelungen des Vertrages von Montreux für den Kriegsfall an und sperrte am Abend des 28. Februar die Durchfahrt durch Dardanellen und den Bosporus für Kriegsschiffe. Außenminister Mevlüt Çavuşoğlu warnte die Nachbarländer davor, Kriegsschiffe durch die Meerengen zu schicken.